# آرشت (کمون)
آرشت (به فرانسوی: Archettes) یک کمون در فرانسه است که در canton of Épinal-Est واقع شده است. آرشت ۱۳٫۹۳ کیلومتر مربع مساحت دارد.